# گورستان کله جوب
قبرستان کله جوب مربوط به دوران‌های تاریخی پس از اسلام متاخر دوران‌های تاریخی پس از اسلام است و در شهرستان اسلام‌آباد غرب، بخش مرکزی، دهستان حومه جنوبی، شمال روستای کله جوب واقع شده و این اثر در تاریخ ۶ اسفند ۱۳۸۵ با شمارهٔ ثبت ۱۷۵۶۹ به‌عنوان یکی از آثار ملی ایران به ثبت رسیده است.